# Big Creek Airport
Big Creek Airport är en flygplats i Belize. Den ligger i distriktet Stann Creek, i den södra delen av landet, 90 kilometer söder om huvudstaden Belmopan. Big Creek Airport ligger 5 meter över havet.
Terrängen runt Big Creek Airport är mycket platt. Havet är nära Big Creek Airport österut. Trakten är glest befolkad. Närmaste större samhälle är Mango Creek, 1,6 kilometer norr om Big Creek Airport.